# Међународни празници
Међународни празници (такође познато и као међународне годишњице) обележавају дан, недељу, годину, декаду или неки други временски период према Грегоријанском календару који служе да се привуче пажња светске јавности на неке важне међународне интересе или проблеме, да обележе или промовишу. Многе од ових празника је установила Генерална скупштина Уједињених нација, Економски и социјални савет или УНЕСКО. У том случају, водећа агенција за одређени празник користи симболику Уједињених нација (УН) или УНЕСКО, специјално дизајниран лого за године, и њихову инфраструктуру како би координисала догађаје широм света. Такође подноси и писани извештај о догађајима који су се десили широм света под покровитељством међународног празника, и даје препоруке за будуће.

## Дани
Јануар
- 1. јануар - Светски дан породице (некада Један дан мира, признат од УН)
- 24. јануар - Међународни дан образовања (признат од УН)
- 27. јануар - Међународни дан сећања на жртве Холокауста (признат од УН)
- 28. јануар - Дан заштите података (признат од Савета Европе)
- 31. јануар - Светски дан без дуванског дима

Фебруар
- 2. фебруар - Међународни дан заштите мочвара
- 12. фебруар - Дарвинов дан
- 20. фебруар - Светски дан социјалне правде (признат од УН)
- 21. фебруар - Међународни дан матерњег језика (признат од УН)

Март
- 3. март — Светски дан дивљих врста
- 5. март - Светски дан енергетске ефикасности
- 8. март - Дан Уједињених нација за права жена и међународни мир (признат од УН)
- 14. март - Међународни дан река
- 15. март - Светски дан права потрошача
- 19. март - Светски дан ластавица
- 20. март - Светски дан среће (признат од УН)
- 20. март - Светски дан без меса
- 21. март - Међународни дан за елиминацију расне дискриминације (признат од УН)
- 21. март - Светски дан шума
- 21. март - Светски дан поезије
- 22. март - Светски дан вода (признат од УН)
- 23. март - Светски метеоролошки дан (признат од УН)
- 24. март - Светски дан борбе против туберкулозе (признат од УН)
- 27. март - Светски дан позоришта
- 21—28. март - Недеља солидарности народа и борбе против расизма и расне дискриминације

Април
- 1. април - Дан за екологију душе
- 1. април - Дан шале
- 2. април - Међународни дан књиге за децу
- 4. април - Међународни дан свести мина и помоћи у разминиравању
- 7. април - Светски дан здравља (признат од УН)
- 8. април - Светски дан Рома
- 17. април - Светски дан младих мајмуна (признат од УН)
- 22. април - Дан планете Земље
- 23. април - Светски дан књига и ауторских права (признат од УН)
- 24. април - Светски дан лабораторијских животиња
- 25. април - Дан борбе против маларије
- 26. април - Светски дан интелектуалне својине (признат од УН)
- 27. април - Светски дан дизајна
- 28. април - Светски дан заштите на раду
- 28. април - Светски дан паса водича
- 29. април - Светски дан игре

Мај
- 1. мај - Празник рада
- 1. мај - Светски дан заштите носорога
- 2. мај - Светски дан делфина
- 3. мај - Светски дан слободе медија (признат од УН)
- 3. мај - Светски дан Сунца
- 4. мај - Међународни дан ватрогасаца
- 5. мај - Међународни дан бабица
- 8. мај - Светски дан црвеног крста
- 10. мај - Светски дан птица и дрвећа
- 12. мај - Међународни дан медицинских сестара
- 14. мај - Светски дан птица селица (друга субота у мају, признат од УН)
- 15. мај - Међународни дан породица (признат од УН)
- 15. мај - Међународни дан акција за климу
- 15. мај - Дан борбе против малигних меланома коже
- 16. мај - Међународни дан СОС телефона
- 17. мај - Светски дан телекомуникација (признат од УН)
- 18. мај – Међународни дан музеја
- 20. мај – Светски дан пчела
- 21. мај - Светски дан културне разноликости за дијалог и развој (признат УН)
- 22. мај - Међународни дан биолошке разноврсности (признат од УН) или Светски дан биодиверзитета
- 24. мај - Европски дан паркова
- 25. мај - Дан пешкира (у част Дагласу Адамсу)
- 28. мај - Светски дан лептира
- 29. мај - Међународни дан мировних снага Уједињених нација (признат од УН)
- 31. мај - Светски дан без дуванског дима (признат од УН)
- 31. мај - Светски дан папагаја
- Први уторак у мају - Светски дан борбе против астме
- Друга субота у мају - Светски дан сајма и Светски дан птица селица

Јун
- 1. јун - Светски дан детета
- 3. јун - Међународни дан деце жртава вакцина
- 4. јун - Међународни дан деце жртава насиља (признат од УН)
- 5. јун - Светски дан заштите животне средине (признат од УН)
- 8. јун - Светски дан океана
- 9. јун - Међународни дан архива
- 12. јун - Светски дан против рада деце
- 14. јун - Светски дан добровољног давања крви
- 17. јун - Светски дан за борбу против дезертификације и суше (признат од УН)
- 20. јун - Светски дан избеглица (признат од УН)
- 21. јун - Светски дан музике
- 23. јун - Дан јавног сервиса Уједињених нација (признат од УН)
- 24. јун - Светски дан рода
- 26. јун - Међународни дан против злоупотребе дроге и трговине људима (признат од УН)
- 26. јун - Међународни дан за подршку жртвама насиља (признат од УН)
- 29. јун - Дан Дунава

Јул
- 7. јул - Светски дан чоколаде
- 11. јул - Светски дан популације (признат од УН)
- 20. јул - Светски дан скока
- 21. јул - Светски дан борбе против Кока Коле
- Прва субота у јулу - Међународни дан сарадње (признат од УН)

Август
- 8. август − Светски дан мачака
- 12. август - Међународни дан младих (признат од УН)
- 19. август - Светски дан хуманитарних радника
- 23. август - Међународни дан за сећање на трговину робљем и њену забрану (признат од УН)
- 25. август - Европска ноћ слепих мишева
- Трећа субота у августу - Светски дан напуштених животиња

Септембар
- 8. септембар - Међународни дан писмености (признат од УН)
- 10. септембар - Светски дан превенције самоубиства
- 11. септембар - Дани европске баштине
- 15. септембар - Светска акција „Очистимо свет”
- 15. септембар - Међународни дан демократије
- 16. септембар - Међународни дан очувања озонског омотача (признат од УН)
- 18. септембар - Светски дан геолога
- 21. септембар - Међународни дан мира (признат од УН, Светски дан борбе против Алцхајмерове болести)
- 22. септембар - Светски дан без аутомобила
- 26. септембар - Светски дан чистих планина
- 27. септембар - Светски дан туризма
- 29. септембар - Светски дан гусака
- Последња недеља у септембру - Светски поморски дан (признат од УН)

Октобар
- 1. октобар - Међународни дан старијих особа (признат од УН)
- 1. октобар - Светски дан хепатитиса
- 1. октобар - Светски дан вегетаријанства
- 1. октобар - Међународни дан укидања нуклеарног оружја
- 4. октобар - Светски дан животиња
- 5. октобар - Светски дан наставника
- 6. октобар - Светски дан несигурног посла
- 9. октобар - Светски дан поште
- 10. октобар - Светски дан менталног здравља (признат од УН)
- 10. октобар - Светски дан захвалности за плодове земље
- 11. октобар - Светски дан девојчица (признат од УН)
- 11. октобар - Међународни дан борбе против природних катастрофа
- 12. октобар - Европски дан донације органа
- 13. октобар - Светски дан неношења грудњака[3]
- 15. октобар - Светски дан пешачења
- 15. октобар - Светски дан чистих руку
- 16. октобар - Светски дан хране (признат од УН)
- 16. октобар - Светски дан хлеба
- 17. октобар - Међународни дан за искорењење сиромаштва (признат од УН)
- 20. октобар - Светски дан јабука
- 24. октобар - Дан Уједињених нација (признат од УН)
- 24. октобар - Светски дан развоја информатике (признат од УН)
- 31. октобар - Интернационални дан Црног мора
- 31. октобар - Светски дан градова
- 24—30. октобар - Недеља разоружања
- Први понедељак у октобру - Светски дан насеља
- Друга среда у октобру - Међународни дан ублажавања последица природних катастрофа

Новембар
- 1. новембар - Светски дан вегетације
- 4. новембар - Светски дан климатских промена
- 6. новембар - Међународни дан за превенцију експлоатације животне средине у рату и оружаним конфликтима (признат од УН)
- 6. новембар - Светски дан урбаних регија
- 9. новембар - Светски дан проналазача
- 13. новембар - Светски дан љубазности
- 14. новембар - Светски дан дијабетеса
- 16. новембар - Међународни дан толеранције (признат од УН)
- 17. новембар - Међународни дан студената
- 19. новембар - Међународни дан мушкараца
- 19. новембар - Светски дан тоалета (признат од УН)
- 20. новембар - Дан индустријализације Африке (признат од УН)
- 21. новембар - Светски дан телевизије (признат од УН)
- 25. новембар - Међународни дан елиминације насиља над женама (признат од УН)
- 27. новембар - Интернационални дан уздржавања од куповине
- 29. новембар - Међународни дан солидарности са палестинским становништвом (признат од УН)
- Последњи петак у новембру - Интернационални дан борбе против трговине крзном
- Трећа недеља у новембру - Светски дан сећања на жртве саобраћајних незгода
- Новембар - Месец борбе против болести зависности

Децембар
- 1. децембар - Светски дан борбе против сиде (признат од УН)
- 2. децембар - Међународни дан укидања ропства (признат од УН)
- 3. децембар - Међународни дан особа са инвалидитетом (признат од УН)
- 3. децембар - Светски дан борбе против лова
- 5. децембар - Светски дан волонтера (признат од УН)
- 7. децембар - Међународни дан цивилне авијације (признат од УН)
- 9. децембар - Међународни дан борбе против корупције
- 10. децембар - Међународни дан људских права (признат од УН)
- 11. децембар - Светски дан планина
- 18. децембар - Међународни дан миграната (признат од УН)
- 19. децембар - Дан Уједињених нација за „Југ сарадњу”
- 20. децембар - Међународни дан људске солидарности
- 22. децембар - Светски дан оргазма

## Године
- 1959/1960. - Светска година избеглица
- 1961. - Међународна година здравља и медицинских истраживања
- 1965. - Међународна година сарадње
- 1967. - Међународна година туриста
- 1968. - Међународна година људских права
- 1970. - Међународна година образовања
- 1971. - Међународна година борбе против расизма и расне дискриминације
- 1974. - Светски година популације
- 1975. Међународна година жена
- 1978/1979. - Међународна година против апартхејда
- 1979. - Међународна година детета
- 1981. - Међународна година инвалида
- 1982. - Међународна година мобилизације за санкције против Јужне Африке
- 1983. - Светски година комуникација
- 1984. - Година жена у Јужној Африци
- 1985. - Година Уједињених нација
- 1985. - Међународна година младих
- 1986. - Међународна година мира
- 1987. - Међународна година склоништа за бескућнике
- 1990. - Међународна година писмености
- 1992. - Међународна година свемира
- 1993. - Међународна година сиромашних
- 1994. - Међународна година спорта и олимпијског идеала
- 1994. - Међународна година породице
- 1995. - Светска година сећања на жртве Другог светског рата
- 1995. - Година толеранције Уједињених нација
- 1996. - Међународна година за искорењење сиромаштва
- 1998. - Међународна година океана
- 1999. - Међународна година старијих особа
- 2000. - Међународна година Дана захвалности
- 2000. - Међународна година културе и мира
- 2001. - Међународна година мобилизације против расизма, расне дискриминације, ксенофобије и сличне нетолеранције
- 2001. - Међународна година волонтера
- 2001. - Година Уједињених нација за дијалог међу цивилизацијама
- 2002. - Међународна година екотуризма[4]
- 2002. - Међународна година планина[5]
- 2002. - Година културног наслеђа Уједињених нација
- 2003. - Међународна година пијаће воде
- 2003. - Година инвалида
- 2004. - Међународна година сећања на борбу против ропства и његовог укидања
- 2004. - Међународна година пиринча[6]
- 2005. - Међународна година спорта и физичког образовања
- 2005. - Међународна година микрокредита[7]
- 2005. - Светска година физике (declared by IUPAP)[8]
- 2006. - Међународна година пустиња и дезертификације[9] (признају је Уједињене нације)
- 2008. - Међународна година планете Земље[10]
- 2008. - Међународна година кромпира (предложио ФАО, усвојила Генерална скупштина, резолуција 60/191)

## Декаде
- 1976—1985. Декада Уједињених нација за жене
- 1994—2004. Прва међународна декада сиромашних
- 1997—2006. Прва декада Уједињених нација за искорењење сиромаштва
- 2000—2010. Друга међународна декада за искорењење колонијализма
- 2001—2010. Међународна декада за културу мира и ненасиља над децом, recognized by the UN
- 2003—2012. Декада писмености Уједињених нација
- 2005—2014. Друга међународна декада сиромашних
- 2005—2015. Декада вода за живот